# Rouge (Kosmetik)

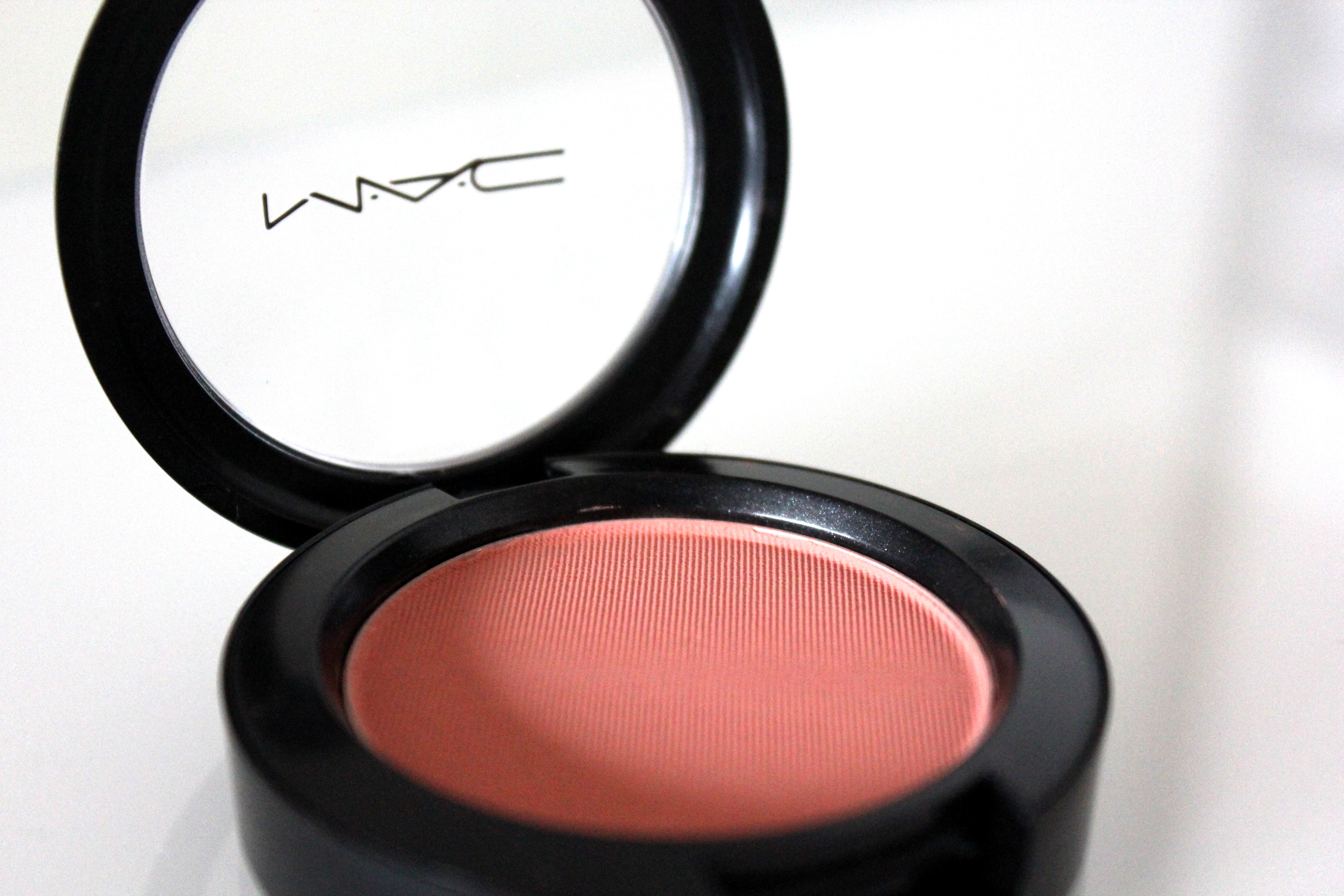
Einzelnes Rouge-Döschen

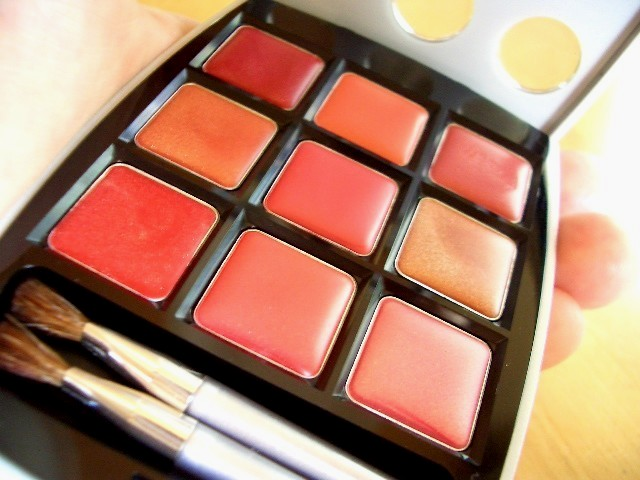
Rougepuder und Pinsel

Rouge [ruːʒ] (von französisch rouge ‚rot‘) ist ein Kosmetikartikel, der zum Betonen und Modellierungen der Wangenpartie dient. Der richtige Farbton lässt die Wangen röter und somit das Gesicht lebendiger und strahlender erscheinen.

## Eigenschaften
Mit Hilfe von Rouge werden optische Akzente im Gesicht erzielt. Es wird auf den Wangen bis hoch zur Schläfe aufgetragen. In schmalen, senkrechten Streifen auf der Stirn aufgetragen, bewirkt es eine optische Verlängerung des Gesichts.

## Handelsformen
Rouge wird als Kompaktpuder, Cremerouge und Fettschminke in verschiedenen Variationen angeboten.